# أيميليك (ولاية)

علم منطقة أيميليك

أيميليك، هي جزء من التقسيم الإداري لجمهورية بالاو. وهي واحدة من 16 ولاية في جمهورية بالاو، تبلغ مساحتها 52 كيلومتر مربع ويبلغ عدد سكانها 270 نسمة (تعداد 2005). عاصمة الولاية هي قرية مونغامي.